# クレオパトラフォーチュン
『クレオパトラフォーチュン』（Cleopatra Fortune）は、1996年にタイトーから発売されたアーケードゲーム。
8方向レバー、1ボタン（ブロック回転）で宝石を囲むパズルゲームで、元々は同社の家庭用通信カラオケ「X-55」で配信されていたものを移植したもので、さらに各家庭用ゲーム機や携帯電話向けにも移植されている。
開発はタイトーとナツメが行った。キャラクターデザインは『達人王』『逆鱗弾』の香川友信が担当し、BGMは中澤秀一郎と高萩英樹が作曲した。
実質的な続編である『クレオパトラフォーチュンプラス 〜またまた神秘ですぅ〜』についても本項で述べる。

## 登場キャラクター
パトラ子
スフィンクスの悪巧みから神様を守って欲しいとプレイヤーに頼みに来る巫女。このゲームの主人公。モデルはクレオパトラ7世。趣味はコスプレ。語尾に「～ですぅ」をつけるのが口癖（ただし、アーケード版においては普通の口調になっている）。
他作品によっては「クレオ＝パトラ子」と言う表記がされている場合がある。
スフィンクス
ミイラを使って神様を捕まえようとする悪の女王。ミステリーモードでパトラ子に難題を出してくる。

## 基本ルール
家庭用にはミステリーモードが追加され、50問すべてクリアするとご褒美がある。
1人プレイのほか、2人対戦プレイもある。2人対戦プレイは2本先取制。
フィールドに落下してくるブロックは
- 岩（石。ここでは岩で表記する）
- 宝石
- 金色の棺
- ミイラ

の4種類で構成され、「岩」と「ミイラ」には1ブロック分の大きさのもの（小ブロック）と2ブロック分の大きさのもの（大ブロック）があり、大ブロックは消去の際に1ブロック残すような残骸は発生しない。また、「宝石」の大ブロックにあたるものが「金色の棺」である（ただしライン消しにおいて別のブロックとして扱われる）。
また、ときおり「ピラミッドストーン」がブロックに含まれることもある。これは落下先にあるブロックと同じ種類のものを、フィールド全体から大小関係なく除去する。
ブロックの消去法1（囲み消し）
ピラミッドにおける石室を作る形の消去法。岩で四方を囲んだエリア（岩同士が斜めに隣接しているものも対象）を作ると、閉じ込めた内部の「宝石、棺」を消すことができる。なお、フィールド外壁も岩として扱われる他、囲いの中に空白があっても有効なので、落下ブロックで完全に埋める必要はない。ミイラも同様に囲み消しができるが、囲まれたエリア内に宝石か棺が一つ以上ないと消すことは出来ない。
囲み消しの際に上部に岩ブロックが残りやすいため、その後の岩ブロック落下でライン消しにつなげることができる。
ブロックの消去法2（ライン消し（並べ消し））
岩を含めた各ブロックは、同じ種類を横ライン一列に並べて消すこともできる（大ブロックはどこか一部分が揃っていれば連結された部分も消える。岩ブロックはピラミッドストーンとこのライン消しのみで消去可能。
なお、ライン消しでは宝石と棺は区別され、混ざると列が揃ったとは見なされない。また囲み消しとライン消しは同時には発生せず先に囲み消しが行われ、ブロックの落下→囲み消し→ライン消しの順で優先度が設定される（いずれかの消去が行われたらブロック落下処理から再開）。
クリア条件とミス、レベル変化
ゲーム中に画面上のスクリーンに上まで積み上げるとゲームオーバーとなる。プレイを続ける毎にレベルは上昇し、落下の速度が上がったり、ミイラや大ブロックが多く出現したりなどの変化が起こる。レベル99で一定ブロック数を耐え抜くとゲームクリア。コンティニューせずにクリアすると衣装の違うエンディングが見られる。
ボーナスギミック（全消し、連鎖）
ゲーム中に全消し（フィールド上に一切のブロックが存在しない状態）を達成すると、パトラ子の全体絵が表示されるパーフェクトシーンが見られる。全消しをするとレベル×5000点のボーナスがもらえ、レベルは上がるごとにボーナスが変化する。全体絵は全消しのたびに変化し、17回目以降のパーフェクトでパトラ子のコスプレが見られる。
上記の囲み消し、ライン消しの消去が連続して成立すると連鎖判定（仕様は下記に記載）。5連鎖以上連鎖すると連鎖数×10万点のボーナスがもらえる。
2つの消し方が存在するため、通常のパズルゲームに比べてフレキシブルな対応が要求され、難易度は少々高めの部類に入る。逆に、全消しの達成はは比較的行いやすい部類に入る。
連鎖での獲得点
2連鎖すると2連鎖目の反応には通常の2倍、3連鎖すると3連鎖目の反応は通常の4倍の点数が与えられ、「N+1連鎖目にはN連鎖目の２倍の点数が与えられる」と表記できる。
ただし、この連鎖による倍率は一般的な落ちものパズルゲームよりかなり上限が高く設定されており（たとえばぷよぷよならば２連鎖目の８倍から８連鎖目が同様の式で書けるのだが、９連鎖目以降は９９９倍で固定される。）、20連鎖の瞬間は通常の524,288倍の点数が与えられるため、20連鎖目に2ライン同時消し（5000点）をすると一気に10億点で点数がカウンターストップする。このため、ハイスコア集計は最初の一回目の集計で終わった。

## 移植作品
セガサターン版
1997年2月14日発売。
出荷本数が極めて少なく、オークション等では高価で取引されている。
PlayStation版
2001年5月21日にアルトロンより発売。
タイムアタックモードを追加。
ドリームキャスト版
2001年6月21日にアルトロンより発売。
基本的にはPlayStation版と同じだが、グラフィックが向上し、パトラ子のコスプレも種類が増えている。
フィーチャーフォン版
iアプリ/Javaアプリ/EZアプリ用ソフトとしてそれぞれ2002年10月21日、2002年11月13日、2005年2月に発売。
2005年9月14日にはボーダフォンのVアプリ向けとして、高精細度バージョン「クレオパトラフォーチュンDX」が発売された。
PlayStation 2版
2005年7月28日発売の『タイトーメモリーズ 上巻』に収録。
クレオパトラフォーチュン Sトリビュート
Nintendo Switch/PlayStation 4/Xbox One/Steam用ソフトとして2022年11月24日にシティコネクションより発売。セガサターン版を移植している。
「巻き戻し」「スローモード」「クイックセーブ」「コンティニュー回数の変更」「ブロックの落下速度の変更」といった各種便利機能の追加のほか、ミステリーモードではステージセレクト機能が追加されクリア状況の確認もできるようになった。
イーグレットツー ミニ版
2022年12月22日発売の専用SDカード「アーケードメモリーズVol1」に収録。

## クレオパトラフォーチュンプラス 〜またまた神秘ですぅ〜
『クレオパトラフォーチュンプラス 〜またまた神秘ですぅ〜』は、2002年にタイトーより発売されたアーケードゲーム。『クレオパトラフォーチュン』の事実上の続編にあたる。
プラットフォーム基板にはセガのNAOMIが採用されている。開発担当はアルトロンに変更されたがスタッフは前作とほぼ同一のメンバーとなっている。

### 概要
ゲームシステムとしてジュエルレベルとアイテムの要素が加わった。新キャラクターが追加されたほか、前作からのキャラクターも設定が一部変更されており、音声も大幅に追加されている。
実装されているモードは、一定レベル毎にキャラクターの掛け合いが見られるストーリー（レベル100まで、スコアとレベルが記録される）、早いクリアを目指すタイムアタック（ノルマ制で最大10ステージ、終了時にランクが判定され、ランク、クリアタイム、ステージ数、連鎖数が登録される）、エンドレス（ランク判定、スコア、レベル、が記録される）の3種類の一人用モードと、対戦モードが存在。乱入対戦も可能。
ジュエルレベルは、連鎖（3連鎖以上で大幅に上昇）や全消しを成立させることでゲージが上昇。ジュエルレベルのゲージ量に応じて獲得点に倍率（最大5倍）が加算される。ゲージは時間経過で減少する。タイムアタックおよび対戦モードでは使用しない。
また、プラスでは次に落下するブロックが2枠（次にフィールドに投下されるNEXT枠と、ミイラが組み立ててNEXT枠に落とす待機枠）に増加し、組み立てを予測しやすくなった。ただし、アイテムやゼノピアのおじゃまブロックが先にNEXT枠に割り込む場合がある。
本作では新曲のBGMの他に、前作のサウンドトラック版BGMを流すことも可能。

### キャラクター
パトラ子
エジプトを治める女王。ゼノピアにより女王の証である王冠を盗まれてしまい、王冠奪還のためゼノピアの城へ乗り込むことに。年齢不詳。
衣装デザインが前作から若干変更され、スカートのサイドスリットが両側に入った他、ニーソックスも追加されている。
ゼノピア
前作のスフィンクスに替わる新キャラクター。世界征服を夢見る10歳の少女で、ミイラ軍団を率いてパトラ子から王冠を奪い取る。ストーリーモードでは一定周期で乱入し巨大なおじゃまブロックを投下してくる。対戦モード時の2P側プレイヤーキャラでもある。

### アイテム
『プラス』では宝石に5種類の色がつくようになった。
各色の宝石に対応したゲージが存在し宝石を消すとゲージが増加、ゲージが最大になるとNEXT枠に「アイテムブロック」が用意される。アイテムブロックは宝石のように岩ブロックで囲んで消すことで効果が発動する。アイテムの効果でブロック消滅が発生した場合、通常のブロック消去と同じ判定（得点獲得、連鎖扱い）として扱う。
色ごとのアイテムの効果は以下のとおりである（括弧内はアイテムのアイコングラフィック）
青（ハンマー）
全ての岩ブロックを消滅させる
緑（ナイフ）
全ての長い岩ブロックを最小サイズに切り刻む
赤（炎）
火の雨と火柱を起こし、全てのミイラを消滅させる
水色（水滴）
洪水を起こし、下3ラインの全ブロックを消滅させる
黄（砂時計）
ブロックの落下スピードを最低にする

## 評価
DC版はファミ通DCクロスレビューでは6、5、5の16点。レビュアーはルールは複雑だが理解すれば面白く気軽にプレイ可能で消すことは難しくなくバランスがいい、ゲーム―オーバーになりそうなときのための逆転要素を賞賛したが「過去に同タイプの落ちものパズルは山ほどあった、GUNPEYのような目新しさがない」「コラムスやぷよぷよのようなスピード感は速くなってもない」「操作感が悪く、ブロックの左右回転が本来逆なのではないかと感じる」「ルール上、大きな連鎖は偶然でもあまり起きない」「天井付近までくると挽回困難でもう少し高くしてほしかった」「5年前のAC作品で先に他機種で発売されたものを5800円という価格で販売するのはどうだろうか」とした他、各モードについてミステ―リーモードは申し分ないとした者とそれを含めておまけ要素はありきたりとした者で分かれた。

## 関連作品
- プチカラット - 隠しキャラとしてパトラ子が登場する。
- クイズ きらめきスターロード - 同じく隠しキャラとしてパトラ子が登場する。
- イースVI - キャラクターをパトラ子から同作のイーシャに変更した『イースフォーチュン』が携帯電話用アプリとして配信されている。